# Head (албум)
Head је шести албум групе The Monkees, објављен 1968. године. „Head” је оригинална музика истоименог филма. Као и филм, албум није био успешан и достиже 45. место у Сједињеним Државама: ово је први албум групе који није сврстан у Топ 3.

## Списак песама[2]
Прва страна
- 1. Opening Ceremony (dialogue) – 1:20
- 2. Porpoise Song (Theme from Head) (Gerry Goffin, Carole King) – 2:56
- 3. Ditty Diego — War Chant (Jack Nicholson, Bob Rafelson) – 1:25
- 4. Circle Sky (Michael Nesmith) – 2:31
- 5. Supplicio (dialogue) – 0:48
- 6. Can You Dig It (Peter Tork) – 3:23
- 7. Gravy (dialogue) – 0:06

Друга страна
- 8. Superstitious (dialogue) – 0:07
- 9. As We Go Along (King, Toni Stern) – 3:51
- 10. Dandruff (dialogue) – 0:39
- 11. Daddy's Song (Harry Nilsson) – 2:30
- 12. Poll (dialogue) – 1:13
- 13. Long Title: Do I Have to Do This All Over Again? (Tork) – 2:39
- 14. Swami — Plus Strings, Etc. (Goffin, King, arr. Ken Thorne) – 5:21

Бонус
Рино Рекордс је 1994. године поново издао албум са шест бонус нумера:
- 15. Ditty Diego — War Chant (Nicholson, Rafelson) – 4:30
- 16. Circle Sky (Nesmith) – 2:20
- 17. Happy Birthday to You (Patty Hill, Mildred Hill) – 1:02
- 18. Can You Dig It? (Tork) – 3:25
- 19. Daddy's Song (Nilsson) – 2:06
- 20. Head Radio Spot – 2:03